# Fley
Fley és un municipi francès, situat al departament de Saona i Loira i a la regió de Borgonya - Franc Comtat. L'any 2007 tenia 246 habitants.

## Demografia

### Població
El 2007 la població de fet de Fley era de 246 persones. Hi havia 72 famílies, de les quals 20 eren unipersonals (8 homes vivint sols i 12 dones vivint soles), 28 parelles sense fills, 16 parelles amb fills i 8 famílies monoparentals amb fills.
La població ha evolucionat segons el següent gràfic:
Habitants censats

### Habitatges
El 2007 hi havia 123 habitatges, 76 eren l'habitatge principal de la família, 33 eren segones residències i 13 estaven desocupats. 121 eren cases i 1 era un apartament. Dels 76 habitatges principals, 63 estaven ocupats pels seus propietaris, 9 estaven llogats i ocupats pels llogaters i 4 estaven cedits a títol gratuït; 1 tenia dues cambres, 17 en tenien tres, 21 en tenien quatre i 37 en tenien cinc o més. 64 habitatges disposaven pel capbaix d'una plaça de pàrquing. A 34 habitatges hi havia un automòbil i a 37 n'hi havia dos o més.

### Piràmide de població
La piràmide de població per edats i sexe el 2009 era:
| Homes | Edats   | Dones |
| ----- | ------- | ----- |
| 0     | 95 o +  | 0     |
| 0     | 90 a 94 | 0     |
| 0     | 85 a 89 | 0     |
| 4     | 80 a 84 | 4     |
| 8     | 75 a 79 | 0     |
| 8     | 70 a 74 | 4     |
| 12    | 65 a 69 | 8     |
| 12    | 60 a 64 | 8     |
| 12    | 55 a 59 | 12    |
| 8     | 50 a 54 | 8     |
| 0     | 45 a 49 | 8     |
| 12    | 40 a 44 | 4     |
| 16    | 35 a 39 | 8     |
| 40    | 30 a 34 | 0     |
| 16    | 25 a 29 | 16    |
| 4     | 20 a 24 | 0     |
| 0     | 15 a 19 | 0     |
| 0     | 10 a 14 | 4     |
| 0     | 5 a 9   | 4     |
| 12    | 0 a 4   | 0     |

## Economia
El 2007 la població en edat de treballar era de 166 persones, 73 eren actives i 93 eren inactives. De les 73 persones actives 69 estaven ocupades (34 homes i 35 dones) i 4 estaven aturades (3 homes i 1 dona). De les 93 persones inactives 9 estaven jubilades, 45 estaven estudiant i 39 estaven classificades com a «altres inactius».

### Ingressos
El 2009 a Fley hi havia 73 unitats fiscals que integraven 168 persones, la mediana anual d'ingressos fiscals per persona era de 17.183 €.

### Activitats econòmiques
Dels 3 establiments que hi havia el 2007, 2 eren d'empreses de fabricació d'altres productes industrials i 1 d'una empresa de serveis.
L'any 2000 a Fley hi havia 15 explotacions agrícoles que ocupaven un total de 426 hectàrees.

## Poblacions més properes
El següent diagrama mostra les poblacions més properes.